# Scott Glennie
Scott Glennie, född 22 februari 1991, är en kanadensisk professionell ishockeyspelare som spelar för Dallas Stars i NHL.
Han draftades i första rundan i 2009 års draft av Dallas Stars som åttonde spelare totalt.